# 萊茵貝克 (鄉村)
萊茵貝克（Rhinebeck）是美國紐約州杜且斯縣萊茵貝克的一個村莊。萊茵貝克的總面積3.95平方公里。根據美國官方於2010年所作的人口普查數據顯示：居住於萊茵貝克的總人口數量為2657人。人口密度為每平方公里734.4人。
美國9號公路經過萊茵貝克。